# Quinchayo Chico
Quinchayo Chico es un caserío peruano ubicado en el distrito de Santo Domingo, perteneciente a la provincia de Morropón del departamento de Piura, al norte del Perú. 

## Ubicación
Quinchayo Chico se ubica al norte de la provincia de Morropón, en el distrito de Santo Domingo, en el departamento de Piura.

## Demografía
En 2017 Quinchayo Chico tenía una población de 220 habitantes.
| Gráfica de evolución demográfica de Quinchayo Chico entre 1993 y 2017 |
|                                                                       |
| Fuentes: Población 1993 y 2017                                        |